# English Racing Automobiles
 English Racing Automobiles  era un constructor anglès de cotxes per competicions automobilístiques que va arribar a disputar curses a la Fórmula 1.
E.R.A. va fabricar cotxes entre els anys 1933 - 1954, competint al campionat del món de la Fórmula 1 a tres temporades, 1950, 1951 i 1952.

## Resultats a la F1
| Any  | Pilot              | 1       | 2       | 3       | 4   | 5       | 6   | 7       | 8   | 9 | Posició | Punts |
| ---- | ------------------ | ------- | ------- | ------- | --- | ------- | --- | ------- | --- | - | ------- | ----- |
| 1950 | Cuth Harrison      | GBR 7   | MON Ret | 500     | SUI | FRA     | BEL | ITA Ret |     |   | -       | 0     |
| 1950 | Bob Gerard         | GBR 6   | MON 6   | 500     | SUI | FRA     | BEL | ITA     |     |   | -       | 0     |
| 1950 | Leslie Johnson     | GBR Ret | MON     | 500     | SUI | FRA     | BEL | ITA     |     |   | -       | 0     |
| 1950 | Peter Walker       | GBR Ret | MON     | 500     | SUI | FRA     | BEL | ITA     |     |   | -       | 0     |
| 1951 | Bob Gerard         | SUI     | 500     | BEL     | FRA | GBR 11  | ALE | ITA     | ESP |   | 40º     | 0     |
| 1951 | Brian Shawe Taylor |         |         |         |     | GBR 8   | ALE | ITA     | ESP |   | 37º     | 0     |
| 1952 | Stirling Moss      |         |         | BEL Ret | FRA | GBR Ret | ALE | HOL Ret |     |   | -       | 0     |

## Palmarès a la F1
- Curses: 12
- Victòries: 0
- Podiums: 0
- Punts: 0